# North Brunswick
North Brunswick est un township situé dans l'État américain du New Jersey.